# 154 (アルバム)
『154』はイギリスのポストパンクバンド、ワイヤーの3rdアルバム。1979年9月発売。バンド最高の全英39位を記録。バンドはアルバム発表の翌年に一度目の解散をする。ちなみにアルバムタイトルの154とはアルバムリリースまでにバンドがこなしたギグの回数である。

## 収録曲

### A面
1. アイ・シュッド・ハヴ・ノウン・ベター "I Should Have Known Better" - 3:52
2. トゥー・ピープル・イン・ア・ルーム "Two People in a Room" - 2:00
3. 15日（ジャコバンの暴動） "The 15th" - 3:05
4. アザー・ウィンドウ "The Other Window" - 2:07
5. シングルKO "Single K.O." - 2:23
6. ア・タッチング・ディスプレイ "A Touching Display" - 6:55
7. オン・リターニング "On Returning" - 2:06

### B面
1. ア・ミューチュアル・フレンド "A Mutual Friend" - 4:28
2. ブレスト・ステイト "Blessed State" - 3:28
3. ワンス・イズ・イナフ "Once Is Enough" - 3:23
4. 北緯41度西経93度 "Map Ref. 41°N 93°W" - 3:40
5. インダイレクト・エンクワイアリーズ "Indirect Enquiries" - 3:36
6. 40ヴァージョンズ "40 Versions" - 3:28

### CDリイシュー版ボーナス・トラック
1. ソング1 "Song 1" - 4:01
2. ゲット・ダウン（パート1&2） "Get Down (Parts 1 and 2)" - 4:27
3. レッツ・パニック・レイター "Let's Panic Later" - 3:20
4. スモール・エレクトリック・ピース "Small Electric Piece" - 3:33
5. ゴー・アヘッド "Go Ahead" - 4:01

### 日本版のみボーナス・トラック
1. ステッピング・オフ "Stepping Off Too Quick" - 1:22
2. インダイレクト・エンクワイアリーズ "Indirect Enquiries" - 3:36
3. 北緯41度西経93度 "Map Ref. 41°N 93°W" - 3:40
4. ア・クエスチョン・オブ・ディグリー "A Question of Degree" - 2:56
5. トゥー・ピープル・イン・ア・ルーム "Two People in a Room" - 2:02
6. フォーマー・エアライン "Former Airline" - 1:12

- 日本盤ボーナス・トラック#20~24はデモヴァージョンである。

## 参加ミュージシャン
- コリン・ニューマン - ボーカル、ギター
- ブルース・ギルバート - ギター、ボーカル
- グレアム・ルイス - ベースギター、ボーカル
- ロバート・ゴートゥベッド - ドラムス

### その他ミュージシャン
- ヒリー・クリスタル - ボーカル (#8)
- ケイト・ルーカス - フルート
- ティム・サウスター - エレクトリック・ヴィオラ (#6)
- マイク・ソーン - キーボード、シンセサイザー
- ジョーン・ホワイティング - コーラングレ (#6)